# Debbie Mathers
Deborah Rae Nelson (6. ledna 1955 – 2. prosince 2024), známá jako Debbie Mathers, byla americká spisovatelka a hudebnice. Byla matkou amerického rappera Eminema. Proslavila se svým problematickým vztahem se synem a autobiografií My Son Marshall, My Son Eminem, v níž se podělila o své zkušenosti a pohled na jejich rodinu.

## Život
Narodila se 6. ledna 1955 na vojenské základně v Kansasu. Její otec sloužil u amerického letectva a matka pracovala jako barmanka. Rodiče se v roce 1964 rozvedli a ona během následujících let čelila problémům s násilnickým nevlastním otcem. Vše vyvrcholilo tím, že odešla z domova.
V září roku 1970 se v mladém věku provdala za Marshalla Bruce Matherse Jr.. Hráli spolu v kapele Daddy Warbucks. Dne 17. října 1972 se jim narodil syn Marshall Bruce Mathers III.  Ona sama během dlouhého porodu téměř zemřela.  Její manžel za rok a půl rodinu opustil. Na výchovu syna byla sama a vychovávala ho ve velké chudobě. K rozvodu oficiálně došlo až v roce 1973. Nadále používala jméno Debbie Mathers, ale po proslavení svého syna si nechala změnit jméno na to za svobodna.
Se synem se často stěhovala mezi státy, zřídkakdy zůstávala v jednom domě déle než rok nebo dva. Většinou žili u rodinných příslušníků. Nakonec se usadili v Detroitu. Žili v dělnické a černošské čtvrti. Později se jí narodil syn Nathan Kane Mathers, jehož otcem byl její přítel Fred Samara. Několik let provozovala se svým manželem Johnem Briggsem taxislužbu ve městě St. Joseph.

### Vztah s Eminemem
Měla časté spory a hádky se svým synem Marshalem. Ten se později stal slavným rapperem a začal si říkat Eminem. Jejich vztah se dostal do povědomí veřejnosti poté, co Eminem ve svých písních často odkazoval na jejich špatný vztah a kritizoval její výchovu. V roce 2002 na něj podala žalobu za pomluvu ve výši 11 milionů dolarů. Eminem se se svou matkou veřejně vyrovnal v písni „Headlights“ z roku 2013.

### Nemoc a smrt
V září 2024 bylo veřejně odhaleno, že jí byla diagnostikována rakovina plic. Eminem jí během nemoci poskytoval finanční podporu a objevily se náznaky, že se jejich vztah usmířil. Zemřela 2. prosince 2024 v St. Joseph ve státě Missouri ve věku 69 let na komplikace s rakovinou.

## Dílo
- "Dear Marshall" (2001)[12]
- My Son Marshall, My Son Eminem (2008)